# Jamie Ball
Jamie Ball (Pretòria, 1 de setembre de 1979) és un ciclista sud-africà, professional des del 2000 al 2009. En el seu palmarès destaca el Campionat nacional en ruta de 2009.

## Palmarès
- 2001
  -  Campió de Sud-àfrica en ruta sub-23
- 2005
  - Vencedor de 2 etapes a la Volta a Egipte
- 2009
  -  Campió de Sud-àfrica en ruta
  - Vencedor d'una etapa a la Tropicale Amissa Bongo
- 2010
  - Vencedor d'una etapa al Tour de les Filipines